# Aigle
Aigle (hist. Älen) – miasto i gmina (commune) w zachodniej Szwajcarii, w kantonie Vaud, siedziba administracyjna okręgu (district) Aigle. Leży nad Rodanem, ok. 13 km na południowy wschód od Montreux.  
Swoją siedzibę ma tutaj Międzynarodowa Unia Kolarska UCI. Miniaturę tutejszego zamku oglądać można w parku miniatur Swiss Vapeur Parc. 

## Demografia
W Aigle mieszka 10 776 osób. W 2021 roku 6,5% populacji gminy stanowiły osoby urodzone poza Szwajcarią. 

## Transport
Przez teren miasta przebiega autostrada A9 oraz drogi główne nr 9 i nr 11. 
W mieście znajduje się stacja kolejowa. W latach 1900−1932 działała linia tramwajowa do Leysin.

## Galeria

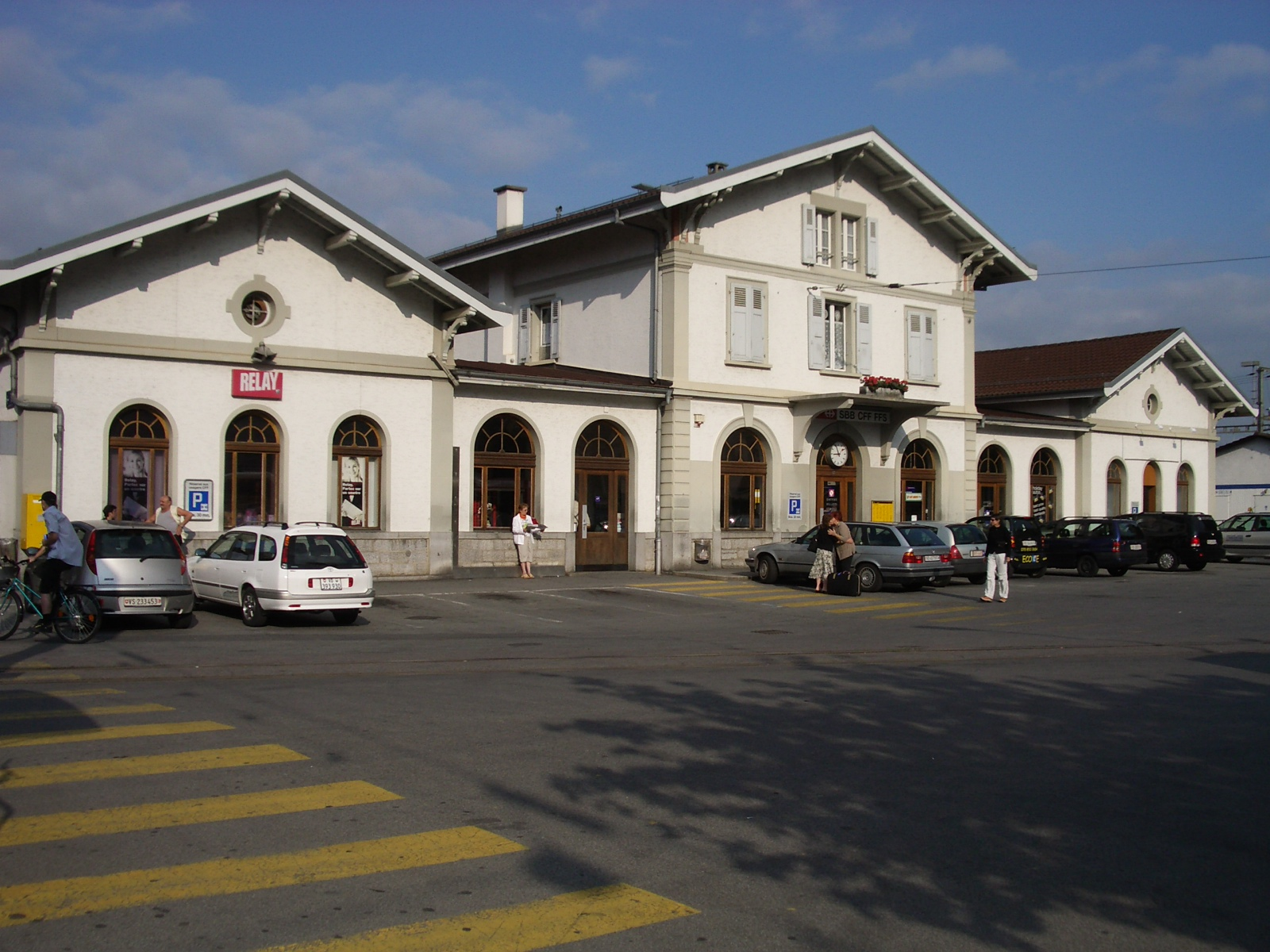
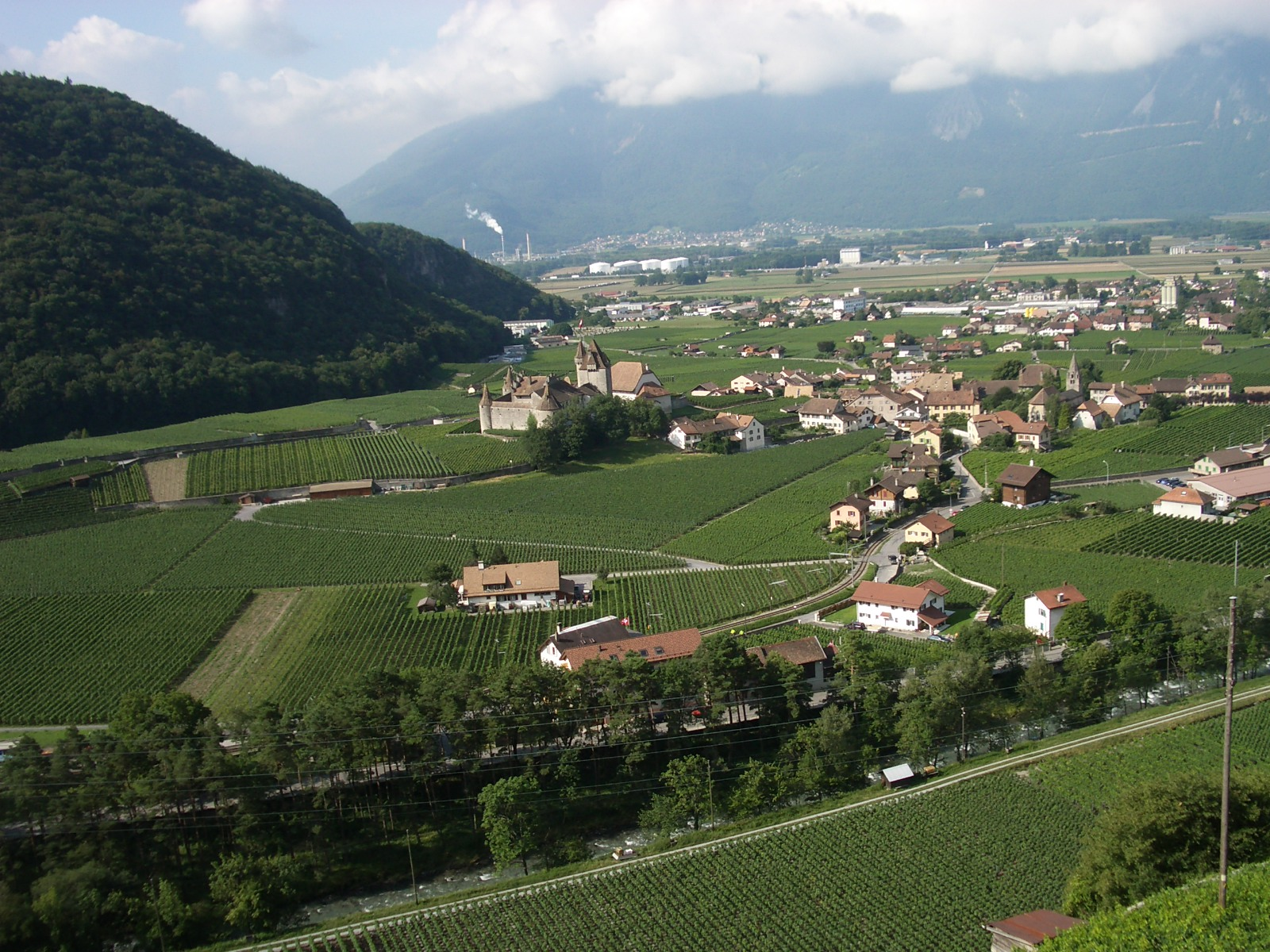
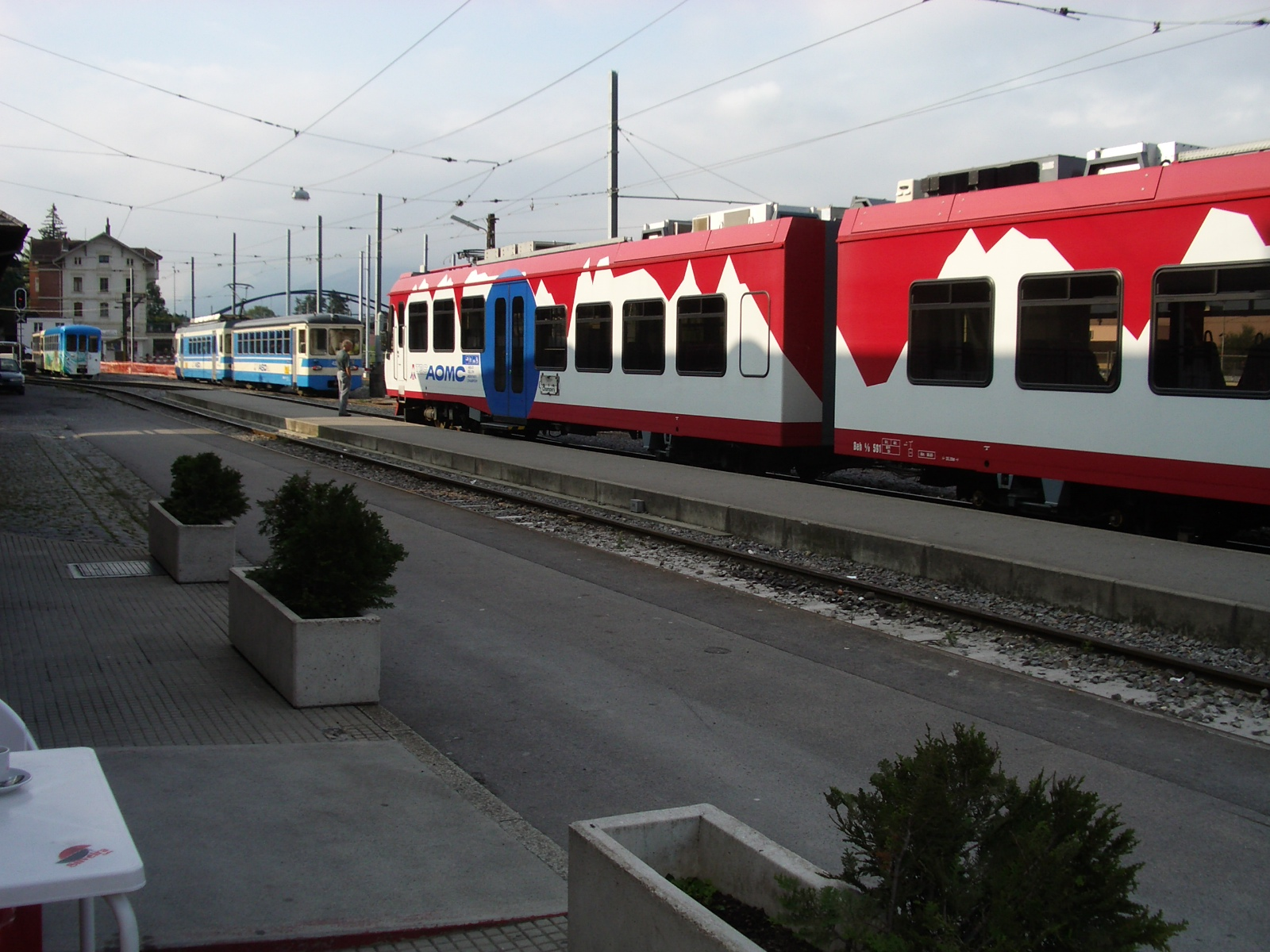

## Współpraca
Miejscowości partnerskie:
- Bassersdorf, Zurych
- L’Aigle, Francja
- Tybinga, Niemcy